# Lebowa
Lebowa era un antic bantustan situat al nord-est de Sud-àfrica en l'antica província de Transvaal. Inicialment, la capital havia de ser Seshego, però es proposà la creació d'una nova capital a Lebowakgomo. Va obtenir l'autogovern el 2 d'octubre de 1972 i fou governat per Cedric Phatudi. El 1994 fou reincorporat a Sud-àfrica el 1994 i incorporada a la Província de Limpopo.